# Surteby-Kattunga landskommun
Surteby-Kattunga landskommun var en tidigare kommun i dåvarande Älvsborgs län.

## Administrativ historik
Den bildades år 1926, då de tidigare kommunerna Kattunga och Surteby lades samman till en kommun och upphörde vid kommunreformen 1952, då den tillsammans med fyra andra kommuner bildade storkommunen Västra Marks landskommun som 1971 uppgick i Marks kommun.
Surteby-Kattunga församling bildades också 1926 och gick 2011 upp i nybildade Västra Marks församling.

## Politik

### Mandatfördelning i valen 1938-1946
| 7 | 6 | 7 |

| 20 |

| 20 |

| 20 |

| 5 | 6 | 2 | 7 |

| 20 |